# Salome Dewidse
Salome Dewidse (georgisch სალომე დევიძე, englische Transkription: Salome Devidze; * 2. Januar 1986 in Tiflis) ist eine georgische Tennisspielerin.

## Karriere
Dewidse begann mit fünf Jahren das Tennisspielen und ihr bevorzugter Belag ist der Hartplatz. Sie spielt vorrangig auf der ITF Women’s World Tennis Tour, wo sie bislang einen Doppeltitel gewann.
Seit 2010 hat Dewidse bereits 29 Partien für die georgische Fed-Cup-Mannschaft bestritten. Ihre Bilanz weist 18 Siege bei 11 Niederlagen aus (Einzel 9:6, Doppel 9:5).

## Turniersiege

### Doppel
| Nr. | Datum              | Turnier    | Kategorie   | Belag | Partnerin     | Finalgegnerinnen               | Ergebnis |
| --- | ------------------ | ---------- | ----------- | ----- | ------------- | ------------------------------ | -------- |
| 1.  | 22. September 2001 | Greenville | ITF $10.000 | Sand  | Melinda Czink | Gaelle Adda Lindsay Lee-Waters | 6:1, 6:4 |